# Derby-kenguru
A Derby-kenguru, más néven törpekenguru (Macropus eugenii) a kúszóerszényes-alakúak rendjébe, ezen belül a valódi kenguruk családjába tartozó kis termetű kengurufaj (wallaby).

## Előfordulása
Dél- illetve Délnyugat-Ausztráliában, valamint néhány közeli szigeten él. A különböző szigetekről a nagy földrajzi felfedezések idején nem kevesebb, mint hét néven írták le.
Új-Zélandra az 1800-as években telepítették be.
Bozótosokban, száraz erdőkben fordulnak elő, ahol a nappalokat a sűrű részeken pihenve töltik, éjszakánként pedig a nyíltabb, füves területeket keresik fel táplálkozás céljából.

## Alfajai
A Derby-kengurunak három alfaja van:
- Macropus eugenii eugenii Dél-Ausztrália belső vidékein él. A betelípetett rókák és házi macskák mára nagyon megritkították állományát. Az 1800-as években betelepítették az Új-Zélandhoz tartozó Kawau szigetre. Az ottani populáció azóta folyamatosan gyarapodik.
- Macropus eugenii derbianus Nyugat-Ausztrália területén és néhány környező szigeten fordul elő.
- Macropus eugenii decres, Dama wallaby, kizárólag a Dél-Ausztrália partjai mentén fekvő Kenguru-szigeten él.

## Megjelenése
A törpekenguru - mint neve is mutatja - kistestű kengurufaj. A hímek testhossza 52–68 cm, állva mintegy 45 cm magasak. A nőstények valamivel kisebb termetűek, 52–63 cm testhosszúságúak. Testtömegük 4–9 kg között lehet. Nagy fülük és hosszú farkuk van. Hátsó lábuk erőteljes, az ugrálva történő közlekedéshez alkalmazkodott. Szőrzetük rövid, tömött, nagyrészt sötét szürke, a háton, a nyakon és a végtagokon barnás-vörös árnyalattal, a hasoldalon pedig világos színű.

## Életmódja
A Derby-kenguru éjszakai életmódú állat, sötétedés előtt nem hagyja el a növényzettel sűrűn benőtt területeket. Alapvetően magányosan élnek, de territóriumokat nem őrzik szigorúan. Az egyedek közötti harcol ritkák, ilyenkor többnyire a mellső végtagjaikkal karolják át a másik példány fejét vagy nyakát, de a többi kenguruhoz hasonlóan a hátsó lábaikkal is rúgják egymást, miközben a farkukra támaszkodva egyensúlyoznak. Ragadozóik a dingók és a nagyméretű ragadozó madarak, de egyes helyeken a betelepített rókák is veszélyt jelenthetnek rájuk.
A Derby-kenguruk kizárólagos növényevők, főleg fűfélékkel táplálkoznak. Alsó állkapcsuk képes előre-hátra elmozdulni rágás közben, ezzel növelve a táplálék összezúzását. Táplálkozáskor mind a négy lábukra ereszkedve legelnek.

## Szaporodása

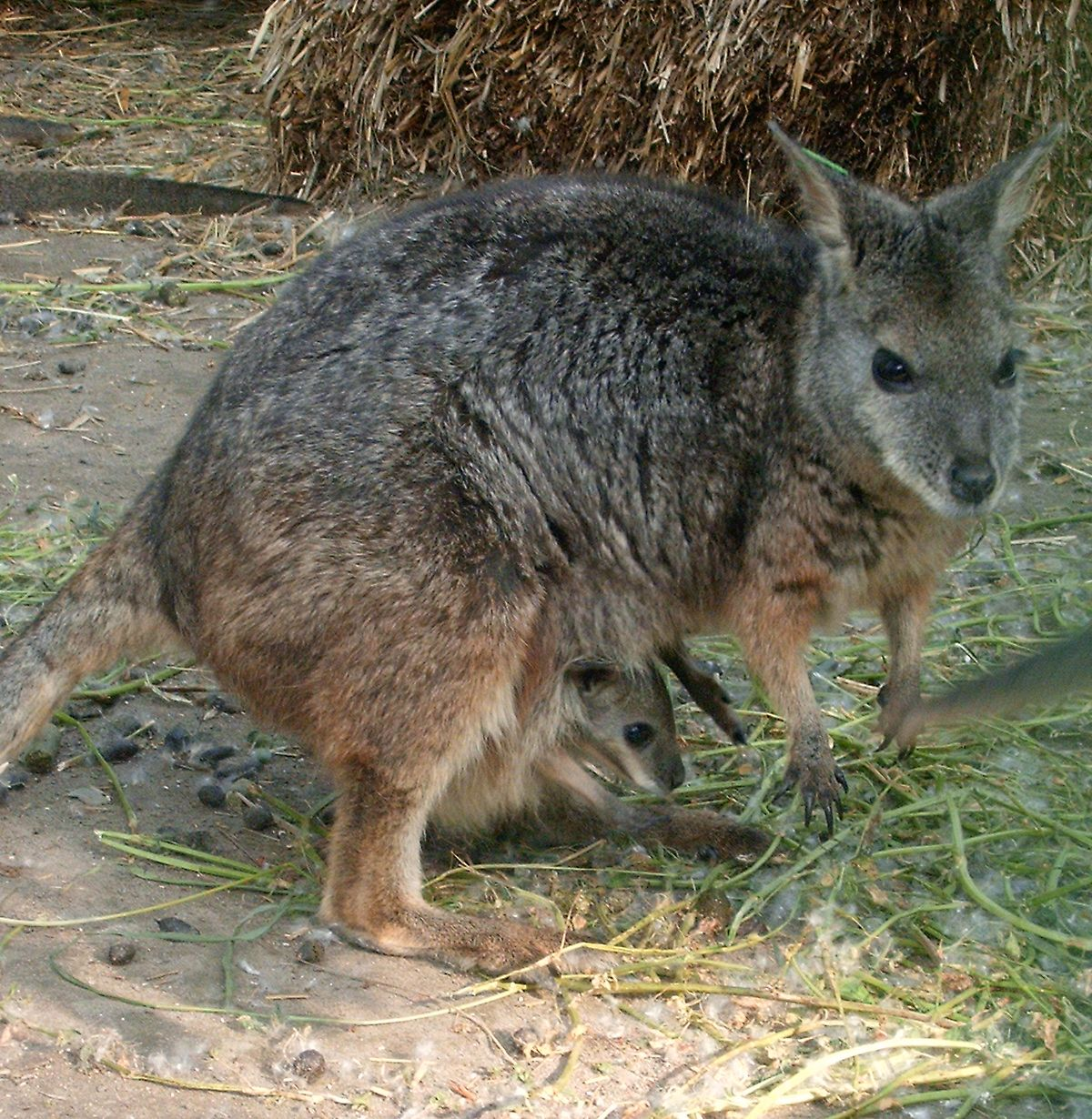
Derby-kenguru nőstény kölykével az erszényében

A törpekenguruk szaporodása szezonális, az utódok január vége és március között jönnek a világra. 30-40 napos vemhesség után általában egy kölyök születik. Az újszülöttek - mint minden erszényesnél - nagyon fejletlenek, anyjuk erszényébe másznak, ahonnan az első hónapokban elő sem bújnak. 8-9 hónapos korukig szopnak, utána már nem járnak vissza az erszénybe. A nőstények 9 hónapos korukban, a hímek 2 évesen válnak ivaréretté. Élettartamuk eléri a 14 évet.
A törpekenguruk szaporodásának érdekes jelensége az embrionális diapauza, melynek eredménye a késleltetett születés. Ez a jelenség azt jelenti, hogy a zigóta a megtermékenyítést követően nem indul azonnal fejlődésnek, csak nyáron fejlődik ki belőle az embrió.

## Természetvédelmi helyzete
Bár állományuk nincs közvetlen veszélyben, szerencsére szigorú védelem alatt állnak, mivel élőhelyük az emberi tevékenységek hatására csökkent. A háziállatok a kenguruk táplálékkonkurensei, az Ausztrália szerte betelepített nyulak pedig nagy szaporaságuknak köszönhetően tönkreteszik a természetes vegetációt. Korábban húsukért és a bőrükért is vadászták a Derby-kengurukat. Fontos szerepük van az ausztrál őslakosok - az aboriginalok - kultúrájában, bőrükből pedig szőnyeget és köpenyt készítettek.

## Derby-kenguruk az állatkertekben

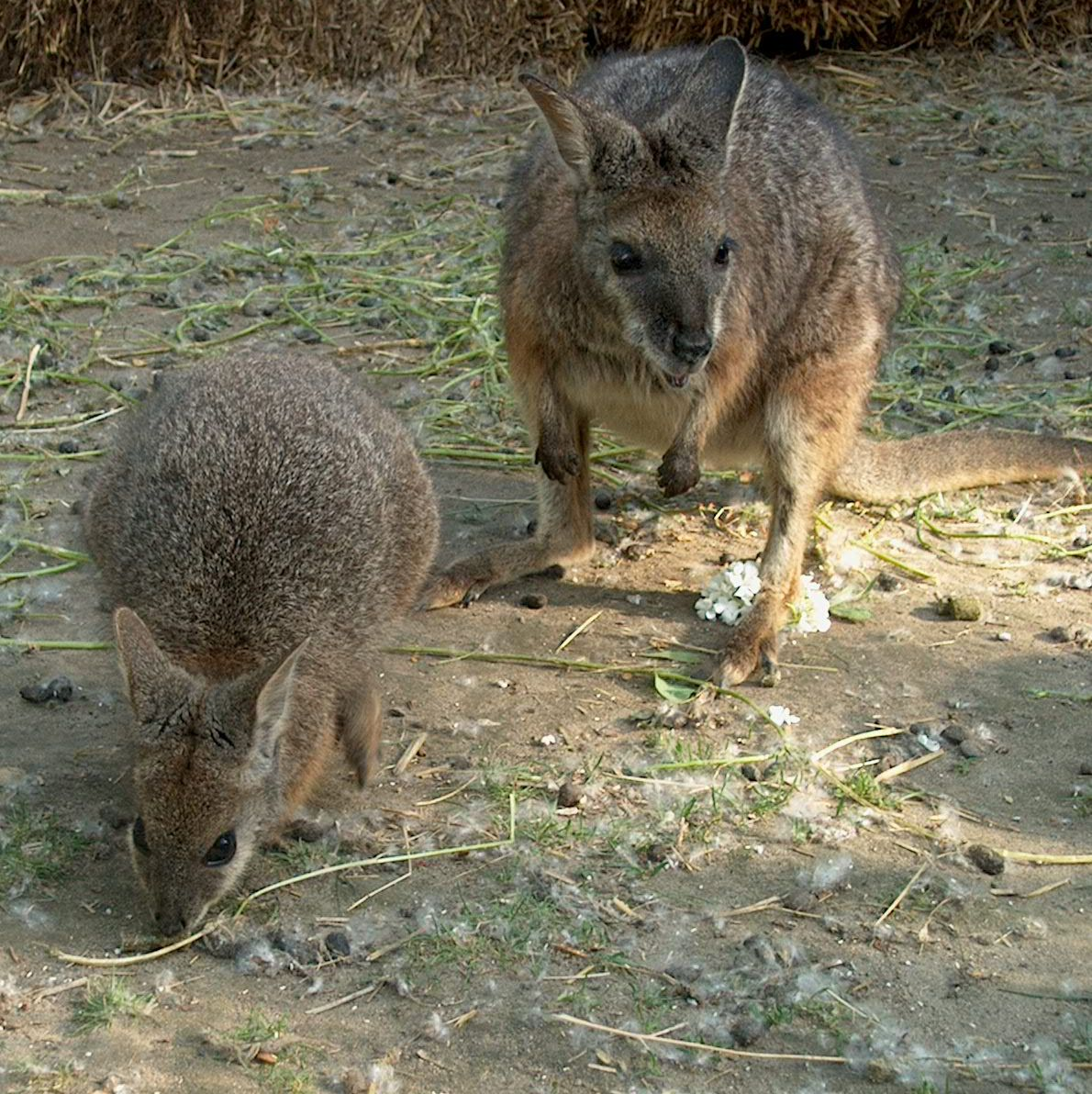
Derby-kenguruk a Budapesti Állatkertben

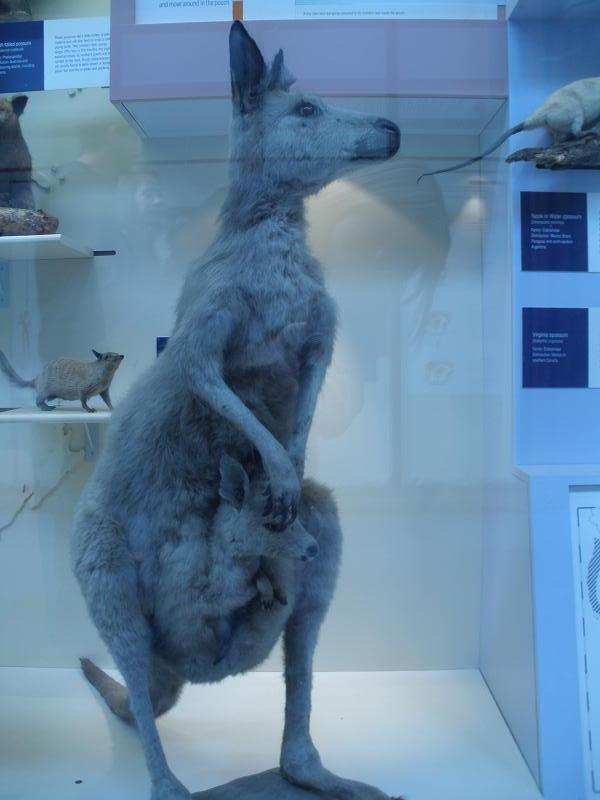
Kitömött Derby-kenguru a kicsinyével, a londoni Természettudományi Múzeumban

Mivel a Derby-kenguruk éjszakai életmódúak, így napközben a látogatók számára általában nem jelentenek nagy vonzerőt. Néhány állatkertben éjszakai házakban tartják őket, ahol egész nap aktívak.
Nyugat-Európában hobbiállatként is tartják. Magyarországon több állatkertben élnek: Budapesten, Debrecenben, Győrött, Pécsett és Szegeden, Jászberényben, és többnyire jól is szaporodnak.